# Martial Besse
Martial Besse, métis né le 15 septembre 1759 à Terrier-Rouge (Saint-Domingue) et mort en 1816 au Cap-Français, est un général français de la révolution et de l’Empire.

## Biographie
Il est nommé chef de brigade le 11 février 1794 à la 2e Légion de l’ouest et il participe à la Bataille de Port-Républicain du 30 mai au 5 juin 1794. Il est nommé général de brigade le 11 avril 1795. Il est enfermé au château de Joux avec les généraux Toussaint Louverture et André Rigaud en mai 1803, il s'en évade avec André Rigaud après quelques jours seulement de détention.
Il est l’un des signataires de la déclaration préliminaire à la constitution d’Haïti du 20 mai 1805.

## Sources
- Château de Joux
- Thierry Pouliquen, « Les généraux français et étrangers ayant servis [sic] dans la Grande Armée » (consulté le 5 mars 2015)
- (en) « Generals Who Served in the French Army during the Period 1789 - 1814: Eberle to Exelmans »
- Constitution d'Haïti du 20 mai 1805